# Милосава Перуновић
Милосава Перуновић (Никшић, око 1900 - Пећ 1945) била је никшићка гимназијалка која се, по капитулацији Црне Горе 1916. године, придружила комитама и борила се против окупатора до завршетка Првог светског рата.

## Ратне године
Када се, 1916. године, по капитулацији Црне Горе, придружила комитама Милосава Перуновић није крила даа је девојка, али се ипак до краја рата борила као Милосав. Иако су се о храброј девојци већ и песме певале, чак ни многи њени саборци дуго нису знали да је чувена Милосава у ствари њихов саборац Милосав. Нико, па ни окупатор, није слутио да ће врло брзо за овом младом девојком бити организоване јаке потере и да ће бити обећана велика награда ономе ко је ухвати живу или је убије... Говорило се да је од њене пушке „дрхтао сваки непријатељ”. Док је она коитовала њена породица, отац, мајка и три брата, били су у логору у Аустрији.

## Период између два рата
Три године након завршетка рата Милосава је, у знак захвалности за комитовање и добровољно учешће у Великом рату добила седам ланаца земље у селу Жедник, код Суботице. На тој земљи је подигла лепу кућу. Пошто је, за ондашње прилике, била школована, радила је на железничкој станици као благајница. У Жеднику је остала све до Априлског рата 1941. године.

## Други светски рат
Одбивши позив окупатора да се преда, Милосава је била принуђена да побегне у Црну Гору. С њом су тада били мајка Госпава и најмлађи брат Никола. Тада им је и кућа спаљена. Када су из Жедника побегли и дошли у своје племе нису имали склоништа, па им је свештеник Драгомир Мијушковић уступио део своје куће. Чим су Немци протерани, Милосава је одлучила да се врати у Жедник. У зиму 1945. године кренула је пешице преко Чакора. С њом су били и неки Бацковићи и Роксандићи и још неки људи који су се враћали на своја имања у Метохији. Избивши на врх Чакора, један од Бацковића је испалио неколико метака из револвера. Не зна се како, истрага о томе није вођена, тек један метак је погодио Милосаву у леђа. Успели су да је пренесу до болнице у Пећи, али је после неколико дана подлегла. Кад су њени најближи стигли у болницу, успела је само ово да каже: „Погибох од поганске руке..."